# Parap
Parap är en del av en befolkad plats i Australien. Den ligger i kommunen Darwin och territoriet Northern Territory, nära territoriets huvudstad Darwin. Antalet invånare är 2 003.
Runt Parap är det tätbefolkat, med 550 invånare per kvadratkilometer.. Närmaste större samhälle är Darwin, nära Parap. 
Savannklimat råder i trakten. Genomsnittlig årsnederbörd är 1 801 millimeter. Den regnigaste månaden är januari, med i genomsnitt 507 mm nederbörd, och den torraste är augusti, med 1 mm nederbörd.